# Spisak tomova serije BLEACH
Bleach je manga koju je napisao i ilustrovao Taito Kubo. Objavljivala se u japanskom manga časopisu Weekly Shōnen Jump od 2001. do 2016. godine. Osvojila je Šogakukanovu nagradu za mange u kategoriji za šonen 2005. godine, i jedna je od najprodavanijih mangi.

## Spisak tomova
| - 1. „Death & Strawberry” - 2. „Starter” - 3. „Headhittin'” - 4. „WHY DO YOU EAT IT” - 5. „Binda•blinda” - 6. „microcrack.” - 7. „The Pink Cheeked Parakeet” |

| - 8. „Chase Chad Around” - 9. „Monster and a Transfer [Struck Down]” - 10. „Monster and a Transfer pt.2 [The Deathberry]” - 11. „Back. [Leachbomb or Mom]” - 12. „The Gate of The End” - 13. „BAD STANDARD” - 14. „School Daze!!!” - 15. „Jumpin' Jack' Jolted” - 16. „Wasted but Wanted” |

| - 17. „6/17” - 18. „6/17 op.2 Can't Smile Don't Blame” - 19. „6/17 op.3 memories in the rain” - 20. „6/17 op.4 face again” - 21. „6/17 op.5 Fighting Boy” - 22. „6/17 op.6 BATTLE ON GRAVEYARD” - 23. „6/17 op.7 Sharp Intent, Dull Blade” - 24. „6/17 op.8 All One Way Sympathies” - 25. „6/17 op.9 Fighting Boy2 [The Cigar Blues Mix]” |

| - 26. „Paradise is Nowhere” - 27. „Spirits Ain't Always WITH US” - 28. „Symptom of Synesthesia” - 29. „Stop that stupid!!” - 30. „Second Contact[it was outside the scope of our understanding]” - 31. „HEROES CAN SAVE YOU” - 32. „Hero is Always With Me?” - 33. „ROCKIN' FUTURE 7” - 34. „Quincy Archer Hates You” |

| - 35. „Can You Be My Enemy?” - 36. „For the Sake of Revenge, Lead us to Death” - 37. „Crossing The Rubicon” - 38. „BENT” - 39. „Rightarm of The Giant” - 40. „Grow?” - 41. „Princess & Dragon” - 42. „Princess & Dragon PART.2"The Majestic"” - 43. „Princess & Dragon PART.3"Six flowers"” |

| - 44. „Awaken[to the Threat]” - 45. „Point of Purpose” - 46. „Karneades~Back to Back” - 47. „Back to Back~Tearing Sky” - 48. „Menos Grande” - 49. „unchained.” - 50. „Quincy Archer Hates You Part 2 [Blind But Bleed Mix]” - 51. „DEATH 3” - 52. „Needless Emotions” |

| - 53. „Nice to meet you, I will beat you” - 54. „The Rookie that can't ask its Name” - 55. „SHUT” - 56. „broken coda” - 57. „Unfinished July Rain” - 58. „blank” - 59. „Lesson 1: One Strike! + Jailed at Home” - 60. „Lesson 1-2: DOWN!!” - 61. „Lesson2 : Shattered shaft” |

| - 62. „Lesson2-2:Bad Endin’ In The Shaft” - 63. „Lesson2-3 : Innercircle Breakdown” - 64. „BACK IN BLACK - 65. „Collisions” - 66. „THE BLADE AND ME” - 67. „End of Lessons” - 68. „The Last Summer Vacation” - 69. „25:00 gathering” - 70. „Where Hollows Fear To Tread” |

| - 71. „INTRUDERZ” - 72. „The Superchunk” - 73. „Drizzly Axes” - 74. „Armlost, Armlost” - 75. „Rain of Blood” - 76. „Boarrider Comin'” - 77. „My Name is Ganju” - 78. „meeT iT aT basemenT” - 79. „FOURTEEN DAYS FOR CONSPIRACY” |

| - 80. „The Shooting Star Project” - 81. „Twelve Tone Rendezvous” - 82. „Conflictable Composition” - 83. „COME WITH ME” - 84. „The Shooting Star Project 2[Tattoo On The Sky]” - 85. „INTRUDERZ2 [Breakthrough the roof mix]” - 86. „Making Good Relations,OK?” - 87. „Dancing With Spears” - 88. „SO UNLUCKY WE ARE” - 88.5. „KARAKURA SUPER HEROES” |

| - 89. „Masterly! And Farewell!” - 90. „See You Under a Firework” - 91. „KING OF FREISCHÜTZ” - 92. „Masterly! And Farewell! [Reprise]” - 93. „Steer For the Star” - 94. „Gaol Named Remorse” - 95. „CRUSH” - 96. „BLOODRED CONFLICT” - 97. „Talk About Your Fear” - 98. „A Star and a Stray Dog” |

| - 99. „Dead Black War Cloud” - 100. „Flower on the Precipice” - 101. „Split Under The Red Stalk” - 102. „Nobody Beats” - 103. „Dominion” - 104. „The Undead” - 105. „Spring, Spring, Meets The Tiger” - 106. „Cause For Confront” - 107. „Heat In Trust” - 0.8. „a wonderful error” |

| - 108. „Time For Scare” - 109. „Like A Tiger That Does Not Tread on Flowers” - 110. „Dark Side of Universe” - 111. „Black & White” - 112. „The Undead 2 [Rise&Craze]” - 113. „The Undead 3 [Closing Frantica]” - 114. „All About the Crumbling World” - 115. „Remnant” |

| - 116. „White Tower Rocks” - 117. „Remnant 2[Deny the Shadow]” - 118. „The Supernal Tag” - 119. „Secret of the Moon” - 120. „Shake Hands With Grenades” - 121. „In Sane We Trust” - 122. „Don't Lose Your Grip On” - 123. „Pledge My Pride To” |

| - 124. „Crying Little People” - 125. „Insanity & Genius” - 126. „The Last of a Void War” - 127. „Beginning of the Death of Tomorrow” - 128. „The Great Joint Struggle Union” - 129. „Suspicion [for Assassination]” - 130. „Suspicion2 [of Tears]” - -17. „Prelude for the Straying Stars” |

| - 131. „The True Will” - 132. „Creeping Limit” - 133. „memories in the rain2 "the nocturne"” - 134. „memories in the rain2 op.2 "Longing For Sanctuary"” - 135. „memories in the rain2 op.3 "Affected By the Night"” - 136. „memories in the rain2 op.4 "night of wijnruit"” - 137. „Surrounding Clutch” - 138. „Individual Thoughts” - 139. „Drowsy, Bloody, Crazy” |

| - 140. „Bite at the Moon” - 141. „Kneel to The Baboon King” - 142. „To Those Capturing the Moon” - 143. „Blazing Souls” - 144. „Rosa Rubicundior,Lilio Candidior” - 145. „Shaken” - 146. „Demon Loves the Dark” - 147. „Countdown to The End : 3 [Blind Light, Deaf Beat]” - 148. „Countdown to The End : 2 [Lady Lennon~Frankenstein]” - 149. „Countdown to The End : 1 [Only Mercifully]” |

| - 150. „Countdown to The End:0” - 151. „Deathberry Returns” - 152. „The Speed Phantom” - 153. „Empty Dialogue” - 154. „The God of Flash” - 155. „Redoundable deeds/Redoubtable babies” - 156. „Welcome to Purgatory” - 157. „Cat And Hornet” - 158. „Sky Leopardess” |

| - 159. „LONG WAY TO SAY GOODBYE” - 160. „Battle On Guillotine Hill” - 161. „Scratch the Sky” - 162. „Black Moon Rising” - 163. „THE Speed Phantom 2 [Denial by Pride, Contradiction by Power]” - 164. „That Who Changed the World” - 165. „The Dark Side of Universe 2” - 166. „Black & White 2” - 167. „The Burial Chamber” - 168. „Behind Me,Behind You” |

| - -12.5. „Bloom to a Cold Moon” - 169. „end of hypnosis” - 170. „end of hypnosis2 [the Galvanizer]” - 171. „end of hypnosis3 [the Blue Fog]” - 172. „end of hypnosis4 [Prisoners in Paradise]” - 173. „end of hypnosis5 [Standing to Defend You]” - 174. „end of hypnosis6 [The United Front]” - 175. „end of hypnosis7 [Truth Under My Strings]” - 176. „end of hypnosis8 [the Transfixion]” - 177. „end of hypnosis9 [Completely Encompass]” - 178. „end of hypnosis10 (No One Stand On the Sky)” |

| - 179. „Confession in the Twilight” - 180. „Something in The Aftermath” - 181. „AND THE RAIN LEFT OFF” - 182. „GET BACK FROM THE STORM [TRIGGER FOR A NEW CONCERTO]” - 183. „eyes of the unknown” - 184. „HUSH” - 185. „BE MY FAMILY OR NOT” - 186. „Tell Your Children The Truth” - 187. „THE CIGAR BLUES PART TWO” |

| - 188. „CRUSH THE WORLD DOWN” - 189. „RESOLVE” - 190. „Conquistadores” - 191. „Conquistadores 2 “Screaming Symphony”” - 192. „Conquistadores 3 [Hounded Priestess]” - 193. „Conquistadores 4 [Ebony&Ivory]” - 194. „Conquistadores 5 [La Basura]” - 195. „Death & Strawberry(Reprise)” - 196. „PUNCH DOWN THE STONE CIRCLE” - 197. „The Approaching Danger” |

| - 198. „The Icecold Discord” - 199. „Ugly” - 200. „Night of Sledgehammer” - 201. „Wind & Snowbound” - 202. „Mala Suerte!” - 203. „Mala Suerte!2 "El Monstruo"” - 204. „Mala Suerte!3 "Monstruo Sangriento"” - 205. „Mala Suerte!4 [Monstruo Monstruoso]” - 0.side-A „the sand” - 0.side-B „the rotator” - „Shinigami Women's Association” |

| - 206. „Mala Suerte!5 [LUCKY]” - 207. „Mode:Genocide” - 208. „The Scissors” - 209. „Lift the Limit” - 210. „Turn the True Power On” - 211. „Stroke of Sanity” - 212. „You Don't Hear My Name Anymore” - 213. „Trifle” - 214. „Immanent God Blues” |

| - 215. „Tug Your God Out” - 216. „The Suppression of Darkness” - 217. „Hole In My Heart” - 218. „Dark Side of Universe 3” - 219. „Black & White 3” - 220. „King & His Horse” - 221. „Let Eat The World's End” - 222. „NO SHAKING THRONE” - 223. „The Scarlet Creation” |

| - 224. „Imitated Gaiety” - 225. „Slip Into My Barrier” - 226. „The Right of The Heart” - 227. „The Swordless Soldier” - 228. „Don't Look Back” - 229. „The Howling Tempest” - 230. „Dead White Invasion” - 231. „The Mascaron Drive” - 232. „The Mascaron Drive 2” - 233. „El Violador” |

| - 234. „Not Negotiation” - 235. „The Frozen Clutch” - 236. „The Sun Already Gone Down” - 237. „good bye, halcyon days.” - 238. „Eagle Without Wings” - 239. „WINGED EAGLES” - 240. „regeneration.” - 241. „Silverflame.” - 242. „TWO MEN ARE BURNING” |

| - 243. „The Knuckle & The Arrow” - 244. „Born From The Fear” - 245. „THE WAY WITHOUT ENEMIES” - 246. „The Great Desert Bros.” - 247. „United On The Desert” - 248. „Still alive, to this place” - 249. „Back to the Innocence” - 250. „Five Ways To Three Figures” - 251. „Baron's Lecture 1st Period” |

| - 252. „REBUT TO THE BARON'S LECTURE” - 253. „Don't Call Me Niño” - 254. „Deja Chocolate Aquí” - 255. „DON'T BREATHE IN THE BUSH” - 256. „Infinite Slick” - 257. „The Slashing Opera” - 258. „Seeleschneider” - 259. „Flicker Flames” - 260. „RIGHTARM OF THE GIANT2” - „BLEACH on the BEACH!!” |

| - 261. „LEFTARM OF THE DEVIL” - 262. „Unblendable” - 263. „Unexpected” - 264. „Don't Say That Name Again” - 265. „Bang The Bore” - 266. „Hide Away From The Sun” - 267. „Legions of the Reglets” - 268. „You must not die” - 269. „The End is Near” |

| - 270. „WARning - 271. „If You Rise From The Ashes” - 272. „Don't Kill My Volupture” - 273. „DOG eat DOG” - 274. „The Monster” - 275. „United Front 2[Red&White]” - 276. „Blockin' Beast” - 277. „Corrosion of Conformity” - 278. „Heal for The Crash” |

| - 279. „Jugulators” - 280. „Jugulators2” - 281. „THE VULGARIAN NOISE” - 282. „THE PRIMAL FEAR” - 283. „You don't hurt anymore” - 284. „Historia de Pantera y su Sombras” - 285. „Devouring Alone - Solitude of the King” - 286. „Guillotine You Standing” - -16. |

| - 287. „Don't Forget Till You Die” - 288. „THE BAD JOKE” - 289. „The Scarmask” - 290. „Unleash The Beast” - 291. „Thank You For Defend Me” - 292. „Rupture My Replica” - 293. „urge for unite” - 294. „IF YOU CALL ME BEAST, KILL YOU LIKE TEMPEST” - 295. „The Last Mission” |

| - 296. „Changed Again And Again” - 297. „King of The Kill” - 298. „INTRUDERZ3” - 299. „The Verbal Warfare” - 300. „Curse Named Love” - 301. „Nothing Like Equal” - 302. „Pride on the Blade” - 303. „Dumdum-Dummy-Dumbstruck” - 304. „Battle of Barbarians” - 305. „The Rising Phoenix” |

| - 306. „Not Perfect is GOoD” - 307. „Bite it, Slash it” - 308. „SATAN FROM ORBIT” - 309. „Pray for the Mantis” - 310. „FOUR ARMS TO KILLING YOU” - 311. „The Undead 4” - 312. „Higher Than The Moon” - 313. „TO CLOSE YOUR WORLD” - 314. „Night Side of Abduction” - 315. „MARCH OF THE DEATH” |

| - -108. „TURN BACK THE PENDULUM” - -107. „Turn Back The Pendulum 2” - -106. „Turn Back The Pendulum 3” - -105. „Turn Back The Pendulum 4” - -104. „Turn Back The Pendulum 5” - -103. „Turn Back The Pendulum 6” - -102. „Turn Back The Pendulum 7” - -101. „Turn Back The Pendulum 8” - -100. „Turn Back The Pendulum 9” |

| - -99. „Turn Back The Pendulum 10” - -98. „Turn Back The Pendulum 11” - -97. „Let Stop The Pendulum” - 316. „Swang the Edge Down” - 317. „Six Hearts Will Beat As One” - 318. „Five Towers/Four Pillars” - 319. „Ants And Dragons” - 320. „Beauty is So Solitary” - 321. „Black Briers and Brambles” - 322. „Oath Under The Rose” |

| - 323. „Gloomy, Ghastly and Full of Despair” - 324. „The Reaper” - 325. „Fear For Fight” - 326. „Knockdown Monster” - 327. „Knockdown Monsters” - 328. „The Knuckle Debate” - 329. „RAGING RAMPAGE” - 330. „CROSSING SWORDS” - 331. „Don't Believe The Hide” |

| - 332. „Stingy Stinger” - 333. „Ash & Salamander” - 334. „Dregs of Hypnosis” - 335. „chimaera chord” - 336. „El Verdugo” - 337. „Hall In Your Inferno” - 338. „Fall Into My Inferno” - 339. „The Deathbringer Numbers” - 340. „The Antagonizer” |

| - 341. „The Envy” - 342. „The Greed” - 343. „The Gluttony” - 344. „The Pride” - 345. „The Sloth” - 346. „The Wrath” - 347. „The Lust” - 348. „The Lust 2” - 349. „The Lust 3” |

| - 350. „The Lust4” - 351. „The Lust5” - 352. „The Lust6” - 353. „The Ash” - 354. „heart” - 355. „Azul-Blood Splash” - 356. „Tyrant of Skulls” - 357. „The Colossus of Fear” - 358. „King of the Clouds” |

| - 359. „The Frozen Obelisk” - 360. „Shock of the Queen” - 361. „I Hate Loneliness, But It Loves Me” - 362. „Howling Wolves” - 363. „Superchunky from Hell” - 364. „Grinning Revengers” - 365. „Whose Side Are We On” - 366. „The Revenger's High” - 367. „YOUR ENEMY IS MY ENEMY” |

| - 368. „The Fearless Child” - 369. „Spit On Your Own God” - 370. „Debating Life on the Throne of God” - 371. „Kingdom of Hollows” - 372. „The Metal Cudgel Flinger” - 373. „Wolves Ain't Howl Alone” - 374. „Gray Wolves, Red Blood, Black Clothes, White Bones” - 375. „EXecution, EXtinction” - 376. „EXecution, EXtinction 2” - 377. „Shout at the Dark” |

| - 378. „Eyes of the Victor” - 379. „Falta de Armonia” - 380. „Devil, Devil, Devil, Devil” - 381. „Words Just Don't Like You” - 382. „The United Front [Discordeque Mix]” - 383. „TOO EARLY TO TRUST” - 384. „Can't Fear Your Own Sword” - 385. „Vice It” - 386. „Bells Are Blue” |

| - 387. „Ignited” - 388. „Eagle Without Wings 2 [EXTREME BATTLEMASTER MIX]” - 389. „Winged Eagles 2” - 390. „BEYOND THE DEATH UNDERSTANDING” - 391. „The Blazing Glaciers” - 392. „The Breaking Glaciers” - 393. „The Burnout Inferno” - 394. „The Burnout Inferno 2” - 395. „The Burnout Inferno 3” |

| - 396. „THE BITE” - 397. „Edge of The Silence” - 398. „BACK FROM BLIND” - 399. „DEICIDE” - 400. „DEICIDE2” - 401. „DEICIDE3” - 402. „DEICIDE4” - 403. „DEICIDE5” - 404. „DEICIDE6” |

| - 405. „DEICIDE7” - 406. „DEICIDE8 end of the Chrysalis Age” - 407. „DEICIDE9” - 408. „DEICIDE10” - 409. „DEICIDE11” - 410. „DEICIDE12” - 411. „DEICIDE13” - 412. „DEICIDE14” - 413. „DEICIDE15” |

| - 414. „DEICIDE16” - 415. „deicide17” - 416. „DEICIDE18 [THE END]” - 417. „DEICIDE19” - 418. „DEICIDE20” - 419. „DEICIDE 21 [Transcendent God Rock]” - 420. „DEICIDE22” - 421. „DEICIDE23” - 422. „the silent victory” - 423. „Bleach My Soul” |

| - 424. „The Lost Agent” - 425. „A Day Without Melodies” - 426. „The Starter2” - 427. „A Delicious Dissonance” - 428. „The Known” - 429. „Welcome to our EXECUTION” - 430. „Welcome to our EXECUTION2” - 431. „Welcome to our EXECUTION3” - 432. „The Soul Pantheism” |

| - 433. „The Six Fullbringers” - 434. „Berry in the Box” - 435. „Panic at the Dollhouse” - 436. „The Time Discipline” - 437. „Swastika Break” - 438. „Knuckle Down” - 439. „KEEN MARKER” - 440. „Mute Friendship” - 441. „Spotlight Brocken” |

| - 442. „Battlefield Shallows, Otherfield Abyss” - 443. „Dirty Boots Dangers” - 444. „The Rising” - 445. „The Dark Beat” - 446. „The Dark Beat 2” - 447. „Load” - 448. „LOADING TO LIE” - 449. „Not be a Drug” - 450. „Blind Solitude” |

| - 451. „Welcome to Our EXECUTION 4” - 452. „erosion/implosion” - 453. „Mute Your Breathe Friendship” - 454. „Sheathebreaker” - 455. „End of the Bond 1” - 456. „End of the Bond 2” - 457. „End of Bond 3” - 458. „End of All Bonds” - 459. „Death & Strawberry 2” |

| - 460. „Deathberry Returns 2” - 461. „Come Around Our Turn” - 462. „Why me sad.” - 463. „Extreme Divider” - 464. „Quiet Chamber, Noisy Heart” - 465. „Bad Blood Exhaust” - 466. „Screaming Invader” - 467. „Luck Men” - 468. „Raid as a Blade” - 469. „Rag Lag Rumble” |

| - 470. „Pray for Predators” - 471. „Pray for Predators 2” - 472. „Razoredge Requiem” - 473. „Enemies in the Dark” - 474. „beLIEve” - 475. „Shades of the Bond” - 476. „THE LOST” - 477. „THE LOST 2” - 478. „THE LOST 3” - 479. „Goodbye to Our Xcution” |

| - 480. „The Blood Warfare” - 481. „The Tearing” - 482. „Bad Recognition” - 483. „KriegsErklärung” - 484. „The Buckbeard” - 485. „Foundation Stones” - 486. „The Crimson Cremation” - 487. „Breathe but blind” - 488. „Bond Behind Blast” - 489. „March of the StarCross” |

| - 490. „MARCH OF THE STARCROSS 2” - 491. „TODEN ENGEL” - 492. „BALANCER'S JUSTICE” - 493. „LIGHT OF HAPPINESS” - 494. „THE CLOSING CHAPTER PART ONE” - 495. „BLEEDING GUITAR BLUES” - 496. „KILL THE SHADOW” - 497. „KILL THE SHADOW 2” - 498. „THE DARK RESCUER” - 499. „RESCUER IN THE DARK” |

| - 500. „Rescuer In The Deep Dark” - 501. „Hear.Fear.Here” - 502. „Falling Sakura” - 503. „Wrath as a Lightning” - 504. „To Beyond the Thunder” - 505. „The Fire” - 506. „The Fire2” - 507. „The Fire3” - 508. „Like a Raging Fire” - 509. „Heaven and Earth Burned to Ashes” |

| - 510. „The Extinction” - 511. „Death Standing” - 512. „THE STAND ABLAZE” - 513. „The Dark Moon Stroke” - 514. „BORN IN THE DARK” - 515. „relics” - 516. „THE SQUAD ZERO” - 517. „THE STAIRWAY TO HEAVEN” - 518. „The Shooting Star Project (ZERO MIX)” - 519. „HOT, HOT, HEAT” - 520. „KILLERS NOT DEAD” |

| - 521. „A Piggy Party” - 522. „Love it” - 523. „Swords of Origin” - 524. „The Drop” - 525. „Edges” - 526. „The Battle” - 527. „Eliminate From Heaven” - 528. „Everything But the Rain” - 529. „Everything But the Rain Op.2 "The Rudiments"” - 530. „Everything But the Rain op.3 "Dark of the Moon"” |

| - 531. „Everything But the Rain op.4 Dark of the Bleeding Moon” - 532. „Everything But the Rain op.5 "The White Noise"” - 533. „Everything But the Rain op.6 "The Gravitation"” - 534. „Everything But the Rain Op.7 "Hole of Reproach"” - 535. „Everything But the Rain op.8 "Defenders"” - 536. „Everything But the Rain op.9 "June Truth"” - 537. „Everything But the Rain op.10 "Prinz von Licht"” - 538. „Standing On the Edge” - 539. „Prob-less, Progress” - 540. „THE SWORD FIVE” |

| - 541. „THE BLADE AND ME 2” - 542. „THE BLADE IS ME” - 543. „Letters” - 544. „Walking With Watchers” - 545. „Blue Stripes” - 546. „THE LAST 9DAYS” - 547. „Peace from Shadows” - 548. „The Thin Ice” - 549. „The StormBringer” - 550. „Blazing Bullets” |

| - 551. „The Burnt Offerings” - 552. „The Fundamental Virulence” - 553. „Frozen Cross” - 554. „Desperate Lights” - 555. „THE HERO” - 556. „The Wolfsbane” - 557. „His Life Has Already Been Set Aside” - 558. „The Heart Of The Wolf” - 559. „THE NIGHT RIGHT” - 560. „Rages at Ringside” |

| - 561. „THE VILLAIN” - 562. „THE VILLAIN 2” - 563. „SUPERSTAR NEVER DIE” - 564. „Red Bristled Kings” - 565. „God Like You” - 566. „What is Your Fear?” - 567. „Dance With Snowwhite” - 568. „Hear. Fear. Here 2” - 569. „The White Haze” - 570. „Closer, Closer” |

| - 571. „a Devilish Perspective” - 572. „The Blaster” - 573. „I AM THE EDGE” - 574. „DEATH IN VISION” - 575. „THE KILLERS HIGH” - 576. „THE KILLERS HIGH 2” - 577. „Blade” - 578. „THE UNDEAD 5” - 579. „THE UNDEAD 6” - 580. „THE LIGHT” |

| - 581. „THE HERO 2” - 582. „The Headless Star” - 583. „The Headless Star 2” - 584. „THE HEADLESS STAR 3” - 585. „The Headless Star 4” - 586. „The Headless Star 5” - 587. „The Headless Star 6” - 588. „The Headless Star 7” - 589. „The Shooting Star Project [The Old and New Trust]” - 590. „Marching Out the ZOMBIES” - 591. „Marching Out The ZOMBIES 2” |

| - 592. „Marching Out The ZOMBIES 3” - 593. „Marching Out The ZOMBIES 4” - 594. „Rubb-Dolls” - 595. „Rubb-Dolls 2” - 596. „Rubb-Dolls 3” - 597. „Winded by the Shadow” - 598. „The Shooting Star Project [We Only Have to Beat You Mix]” - 599. „Too Early To Win, Too Late To Know” - 600. „SNIPE” - 601. „VERGE ON VERMILLION” |

| - 602. „Bane Licking Good” - 603. „What The Hell” - 604. „REVITALIZE” - 605. „Don't Call My Name” - 606. „Divine Division” - 607. „THE MASTER” - 608. „Darker Than Black” - 609. „"A"” - 610. „Mausoleum of Skulls” - 611. „The Soul King Dies” |

| - 612. „DIRTY” - 613. „The Ordinary Peace” - 614. „KILL THE KING” - 615. „All is Lost” - 616. „Mimihagi-sama” - 617. „Return of the God” - 618. „The Dark Arm” - 619. „The Betrayer” - 620. „Where Do You Stand” - 621. „THE DARK CURTAIN” - 622. „The Agony” |

| - 623. „Against The Judgement” - 624. „THE FANG” - 625. „LIVING JAGUAR” - 626. „THE HOLY NEWBORN” - 627. „The Creation” - 628. „New World Orders” - 629. „Gate of the Sun” - 630. „The Twinned Twilight” - 631. „friend” - 632. „friend 2” |

| - 633. „FRIEND 3” - 634. „friend 4” - 635. „Hooded Enigma” - 636. „Sensitive Monster” - 637. „BABY, HOLD YOUR HAND” - 638. „Seething Malice is The Height of Comedy” - 639. „BABY,HOLD YOUR HAND 2” - 640. „BABY,HOLD YOUR HAND 3 (Mad Lullaby no.7)” - 641. „BABY,HOLD YOUR HAND 4 [When I am sleeping]” - 642. „BABY,HOLD YOUR HAND 5 [Eyes Are Open]” - 520.5. „WALK UNDER TWO LETTERS” |

| - 643. „BABY,HOLD YOUR HAND 6 [Waiting For Love]” - 644. „BABY,HOLD YOUR HAND 7 [Never Ending My Dream]” - 645. „Don't Chase a Shadow” - 646. „The Second Eye” - 647. „THE THEATRE SUICIDE” - 648. „THE THEATRE SUICIDE SCENE 2” - 649. „The Theatre Suicide SCENE 3” - 650. „THE THEATRE SUICIDE SCENE 4” - 651. „The Theatre Suicide SCENE 5” - 652. „The Theatre Suicide SCENE 6” |

| - 653. „The Theatre Suicide SCENE 7” - 654. „Deadman Standing” - 655. „THE MIRACLE” - 656. „GOD OF THUNDER” - 657. „GOD OF THUNDER 2” - 658. „Fatal Matters Are Cold” - 659. „There Will Be Frost” - 660. „The Visible Answer” - 661. „MY LAST WORDS” - 662. „GOD OF THUNDER 3” - 663. „GOD OF THUNDER 4” |

| - 664. „The Gift” - 665. „The Princess Dissection” - 666. „Dull, Doll, Null” - 667. „BIGGER, LOUDER, STRONGER” - 668. „BIGGER,FASTER,STRONGER” - 669. „Blade II” - 670. „The Perfect Crimson” - 671. „The Perfect Crimson 2” - 672. „Son of Darkness” - 673. „Father” - 674. „Father 2” |

| - 675. „Blood for My Bone” - 676. „Horn of Salvation” - 677. „Horn of Salvation 2” - 678. „The Future Black” - 679. „THE END” - 680. „THE END 2” - 681. „THE END TWO WORLD” - 682. „The Two Sided World End” - 683. „The Dark Side of Two World Ends” - 684. „The Blade” - 685. „The Ends of Perfection” - 686. „Death & Strawberry” |

## Spoljašnje veze
- Zvanični vebsajt Архивирано на веб-сајту  (5. фебруар 2011) (језик: јапански)
- Zvanični Viz Media BLEACH vebsajt (језик: енглески)